# Donald DiFrancesco
Donald Thomas „Don” DiFrancesco (ur. 20 listopada 1944 w Scotch Plains) – amerykański polityk ze stanu New Jersey, związany z Partią Republikańską.
Ten reprezentant hrabstwa Union w stanowym Senacie, będący przewodniczącym izby wyższej legislatury New Jersey, został po rezygnacji dotychczasowej gubernator, także republikanki Christine Todd Whitman, tymczasowym gubernatorem stanu (ang. Acting Governor). New Jersey nie ma stanowiska wicegubernatora (lieutenant governor), więc pierwszym w linii jest właśnie przewodniczący Senatu, który, w wypadku zostania tymczasowym gubernatorem dalej wypełnia swe dotychczasowe parlamentarne funkcję. Uczyniło to z DiFrancesco, wedle jego własnych słów, „najbardziej wpływowego gubernatora New Jersey w historii i jednym z najbardziej w kraju”, gdyż łączył dwie ważne funkcje. Potem tak samo rzecz miała się z innymi tymczasowymi gubernatorami, jak John Farmer (gubernator i prokurator generalny), John O. Bennett (przewodniczący Senatu i gubernator) oraz Richard Codey (także przewodniczący Senatu i szef władzy wykonawczej).
W styczniu 2006 roku uchwalono prawo, iż tymczasowy gubernator New Jersey, który pełnił obowiązki ponad 6 miesięcy, nosi tytuł „pełnego” gubernatora.